# بولندا 2050
بولندا 2050 هو حزب سياسي وسطي في بولندا.
تأسس كحركة اجتماعية في عام 2020 بعد فترة وجيزة من الانتخابات الرئاسية. تم تسجيله رسميًا كحزب سياسي في أبريل 2021. منذ تأسيسه بعد الانتخابات البرلمانية السابقة لم يشارك في أي انتخابات برلمانية، على الرغم من انقسام ثمانية نواب إلى بولندا 2050 في مجلس النواب. الحزب داعم أيديولوجيًا للسياسة الخضراء ومبادئ الديمقراطية المسيحية، كما أنه يجمع بين بعض عناصر الليبرالية والديمقراطية الاجتماعية والمحافظة.